# منتخب مولدافيا تحت 19 سنة لكرة القدم
منتخب مولدافيا تحت 19 سنة لكرة القدم (بالرومانية: Echipa națională de fotbal a Republicii Moldova Under-19)‏ هو ممثل مولدوفا الرسمي في المنافسات الدولية في كرة القدم في فئة كرة قدم للرجال تحت 19 سنة، يديريه اتحاد مولدافيا لكرة القدم.